# Patrick Baumgartner
Patrick Baumgartner (* 27. Dezember 1994 in Bruneck, Südtirol) ist ein italienischer Bobpilot. Bei der Olympischen Jugend-Winterspielen 2012 holte er Gold. Seit der Saison 2013/2014 fährt er im Bob-Weltcup bei den Herren mit.

## Karriere
Baumgartner gehört seit 2011 dem italienischen Nationalkader im Bobsport an. Bei den Olympischen Jugendspielen 2012 in Innsbruck gewann er Gold in der Zweierkonkurrenz. 
Zwei Jahre später gab er im Alter von 19 Jahren sein Debüt als Pilot im Bob-Weltcup der Herren. Bei den Rennen in Winterberg belegte er im Zweier Rang 24 von 27 startenden Bobs, im Vierer wurde er 23. In den folgenden Jahren bestritt er vereinzelt Rennen im Weltcup, kam aber überwiegend im zweitklassigen Bob-Europacup zum Einsatz. 2019 wurde er bei den Junioren-Europameisterschaften – erneut in Innsbruck – Kontinentalmeister im Viererbob. 2020/21 fuhr er seine erste komplette Saison im Herren-Weltcup und wurde 12. in der Gesamtwertung. Dies ist bisher (Stand: November 2023) sein bestes Ergebnis in der Saisonwertung. 
Bei den Olympischen Winterspielen 2022 in Peking vertrat er sein Land erstmals bei einer Erwachsenenolympiade. Auf der Bahn in Yanqing erreichte er Rang 21 im Zweierschlitten und Rang 15 in der Viererkonkurrenz. Im November 2023 konnte er auf der gleichen Bahn seinen bisher größten Erfolg im Erwachsenen-Bobsport feiern, als er beim Weltcup-Saisonauftakt im Viererschlitten mit einem 2. Platz erstmals aufs Podest fuhr. Dies war der erste Podestplatz im Vierer für einen italienischen Bobfahrer seit 17 Jahren. Auch im Zweierrennen wenige Tage zuvor, war ihm mit Platz 4 seine bisher beste Platzierung in dieser Disziplin geglückt.

## Erfolge

### Weltmeisterschaften
- Königssee 2017: 31. im Zweierbob, 25. im Viererbob
- Whistler 2019: 26. im Zweierbob, 18. im Viererbob, 6. in der Team-Staffel
- Altenberg 2020: 20. im Zweierbob, 14. im Viererbob
- Altenberg 2021: 18. im Zweierbob, 15. im Viererbob
- St. Moritz 2023: 10. im Zweierbob, 10. im Viererbob
- Winterberg 2024: 8. im Zweierbob, 7. im Viererbob
- Lake Placid 2025: 13. im Zweierbob

### Olympia
- Peking 2022: 21. im Zweierbob, 15. im Viererbob

## Privates
Baumgartner wurde in Südtirol im Pustertal geboren und lebt in Pfalzen. Er ist Mitglied der Sportfördergruppe der italienischen Gefängnispolizei und ist der Dienststelle im Gefängnis Bozen zugeordnet.